# Ora-dong
Ora-dong (koreanska: 오라동) är en stadsdel i staden Jeju i provinsen Jeju i den södra delen av Sydkorea, 500 km söder om huvudstaden Seoul. Ora-dong ligger på norra delen av ön Jeju. I Ora-dong ligger fotbollsarenan Jeju Stadium.